# Glaphyrus modestus
Glaphyrus modestus là một loài bọ cánh cứng trong họ Glaphyridae. Loài này được Kiesenwetter miêu tả khoa học năm 1858.